# Sympycnus vermiculatus
Sympycnus vermiculatus är en tvåvingeart som beskrevs av Octave Parent 1932. Sympycnus vermiculatus ingår i släktet Sympycnus och familjen styltflugor. Inga underarter finns listade i Catalogue of Life.